# Ciego de Ávila (club de fútbol)
El Ciego de Ávila es un club de fútbol de Cuba de la provincia de Ciego de Ávila. Se desempeña en la Primera División del Campeonato Nacional de Fútbol de Cuba.

## Uniforme
- Uniforme titular: Camiseta, pantalón y medias amarillas, con adornos verdes.

## Jugadores destacados
- Léster Moré[2]
- Yasmay López
- Alan Cervantes
- Leonel Duarte
- Reysánder Fernández
- Liván "Futy" Pérez
- Alain García Gutiérrez
- Sander Fernández[2]
- Tomás Cruz

## Entrenadores
- Jorge Jorrín (2005)[3]
- José Yulier Herranz (2019)[4]
- Lorenzo Mambrini (2019–2020)[5][6]

## Palmarés

### Torneos nacionales
- Campeonato Nacional de Fútbol de Cuba (5): 1993, 2001, 2003, 2010, 2014